# منتخب إريتريا تحت 17 سنة لكرة القدم
منتخب إريتريا تحت 17 سنة لكرة القدم هو ممثل إريتريا الرسمي في المنافسات الدولية في كرة القدم تحت 17 سنة
.